# Shindig!
Shindig! var en amerikansk musikvarieté som sändes på ABC-TV från den 16 september 1964 till den 8 januari 1966. Showens var värd var Jimmy O'Neill, som var discjockey i Los Angeles, som också skapade föreställningen tillsammans med sin fru Sharon Sheeley och producenten Art Stolnitz.